# إيزكيل بيكون
إيزكيل بيكون هو قاضي ومحامي وسياسي أمريكي، ولد في 1 سبتمبر 1776 في بوسطن في الولايات المتحدة، وتوفي في 18 أكتوبر 1870 في أوتيكا في الولايات المتحدة. نشط حزبياً في الحزب الجمهوري الديمقراطي. وقد انتخب عضو جمعية ولاية نيويورك ‏ وانتخب عضو مجلس نواب ماساتشوستس ‏ وانتخب عضو مجلس النواب الأمريكي ‏.